# Vilémovice (ort i Tjeckien, Södra Mähren)
Vilémovice är en ort i Tjeckien.   Den ligger i regionen Södra Mähren, i den östra delen av landet, 190 km öster om huvudstaden Prag. Vilémovice ligger 493 meter över havet och antalet invånare är 280.
Terrängen runt Vilémovice är platt österut, men västerut är den kuperad. Runt Vilémovice är det ganska tätbefolkat, med 124 invånare per kvadratkilometer. Närmaste större samhälle är Blansko, 7,4 km väster om Vilémovice. I omgivningarna runt Vilémovice växer i huvudsak blandskog.